# NGC 5129
NGC 5129 (również PGC 46836 lub UGC 8423) – galaktyka eliptyczna (E), znajdująca się w gwiazdozbiorze Panny. Odkrył ją William Herschel 19 marca 1787 roku. Jest to galaktyka z aktywnym jądrem typu LINER.